# Copa Espírito Santo de Futebol de 2021
A Copa Espírito Santo de Futebol de 2021 foi a 18ª edição do segundo torneio de futebol mais importante do estado do Espírito Santo. Com início em 10 de setembro e término em 28 de novembro, contou com a participação de dezesseis equipes, um número recorde contando todas as edições anteriores.
A competição voltou a ser disputada depois de uma temporada de ausência devido a Pandemia de COVID-19.

## Regulamento
Na Primeira Fase, os dezesseis participantes foram divididos em duas chaves com oito equipes cada, onde jogam entre si em turno único, com os quatro melhores de cada chave avançando às Quartas de Final. Os oito times foram definidos por meio de um sorteio e fazem quatro jogos com o mando de campo (Aster Brasil, Desportiva Ferroviária, Grêmio Laranjeiras, Real Noroeste, Rio Branco VN, Rio Branco-ES, Serra e Vilavelhense), os demais fazem apenas três jogos com o mando. A Fase Final é disputada em sistema de mata-mata, onde os clubes se enfrentam em cruzamento olímpico com jogos de ida e volta, até as semifinais. Os times com melhores campanhas na primeira fase têm o mando de campo nos jogos de volta da fase final.
A final será realizada em jogo único no Estádio Kleber Andrade. O campeão ganha o direito de disputar a Copa do Brasil de 2022, a Série D do Brasileiro de 2022 e a Copa Verde de 2022. Caso o campeão seja o Real Noroeste, as vagas serão repassadas ao vice-campeão.

### Critérios de desempate
Os critérios de desempate serão aplicados na seguinte ordem para cada fase:
Primeira Fase
1. Maior número de vitórias
2. Maior saldo de gols
3. Maior número de gols pró (marcados)
4. Confronto direto
5. Menor número de cartões vermelhos
6. Menor número de cartões amarelos
7. Sorteio

Quartas de Final e Semifinais
1. Maior saldo de gols nos dois jogos
2. Disputa por pênaltis

Final
1. Disputa por pênaltis

## Participantes
| Clube                  | Cidade                  | Temporada 2019 | Estádio                     | Capacidade | Títulos (último) |
| ---------------------- | ----------------------- | -------------- | --------------------------- | ---------- | ---------------- |
| Aster Brasil           | Vitória                 | Não participou | Kleber Andrade              | 21 800     | 0 (não possui)   |
| Atlético Itapemirim    | Itapemirim              | Não participou | Estádio do Sumaré           | 6 000      | 1 (2017)         |
| Capixaba               | Vargem Alta             | Não participou | Estádio Almiro Ofranti      | 2 000      | 0 (não possui)   |
| CTE Colatina           | Colatina                | Não participou | Justiniano de Mello e Silva | 2 600      | 0 (não possui)   |
| Desportiva Ferroviária | Cariacica               | 6ª Colocada    | Engenheiro Araripe          | 7 700      | 2 (2012)         |
| Forte Rio Bananal      | Rio Bananal             | Não participou | Virgílio Grassi             | 2 200      | 0 (não possui)   |
| Grêmio Laranjeiras     | Serra                   | Não participou | Robertão                    | 2 000      | 0 (não possui)   |
| Nova Venécia           | Nova Venécia            | Não participou | Zenor Pedrosa Rocha         | 2 000      | 0 (não possui)   |
| Pinheiros-ES           | Pinheiros               | 5º Colocado    | João Soares de Moura Filho  | 1 500      | 0 (não possui)   |
| Porto Vitória          | Vitória                 | Não participou | Kleber Andrade              | 21 800     | 0 (não possui)   |
| Real Noroeste          | Águia Branca            | Campeão        | José Olímpio da Rocha       | 5 281      | 4 (2019)         |
| Rio Branco-ES          | Vitória                 | 3º Colocado    | Kleber Andrade              | 21 800     | 1 (2016)         |
| Rio Branco VN          | Venda Nova do Imigrante | Não participou | Olímpio Perim               | 2 100      | 0 (não possui)   |
| Serra                  | Serra                   | 4º Colocado    | Robertão                    | 2 000      | 0 (não possui)   |
| Sport-ES               | Serra                   | 10° Colocado   | Gil Bernardes               | 1 000      | 0 (não possui)   |
| Vilavelhense           | Vila Velha              | 8º Colocado    | Kleber Andrade              | 21 800     | 1 (2006)         |

## Primeira Fase
Chave A
| Pos | Times              | Pts | J | V | E | D | GP | GC | SG  | Classificação                     |
| --- | ------------------ | --- | - | - | - | - | -- | -- | --- | --------------------------------- |
| 1   | Nova Venécia       | 15  | 7 | 4 | 3 | 0 | 13 | 3  | +10 | Classificado às Quartas de Finais |
| 2   | Rio Branco-ES      | 14  | 7 | 4 | 2 | 1 | 11 | 7  | +4  | Classificado às Quartas de Finais |
| 3   | Vilavelhense       | 13  | 7 | 4 | 1 | 2 | 8  | 6  | +2  | Classificado às Quartas de Finais |
| 4   | Rio Branco VN      | 12  | 7 | 3 | 3 | 1 | 14 | 6  | +8  | Classificado às Quartas de Finais |
| 5   | Porto Vitória      | 10  | 7 | 3 | 1 | 3 | 9  | 8  | +1  |                                   |
| 6   | CTE Colatina       | 8   | 7 | 1 | 5 | 1 | 10 | 9  | +1  |                                   |
| 7   | Grêmio Laranjeiras | 3   | 7 | 1 | 0 | 6 | 5  | 19 | –14 |                                   |
| 8   | Pinheiros-ES       | 1   | 7 | 0 | 1 | 6 | 3  | 15 | –12 |                                   |

Chave B
| Pos | Times                  | Pts | J | V | E | D | GP | GC | SG  | Classificação                     |
| --- | ---------------------- | --- | - | - | - | - | -- | -- | --- | --------------------------------- |
| 1   | Capixaba               | 14  | 7 | 4 | 2 | 1 | 12 | 6  | +6  | Classificado às Quartas de Finais |
| 2   | Serra                  | 13  | 7 | 3 | 4 | 0 | 17 | 6  | +11 | Classificado às Quartas de Finais |
| 3   | Aster Brasil           | 11  | 7 | 3 | 2 | 2 | 17 | 11 | +6  | Classificado às Quartas de Finais |
| 4   | Desportiva Ferroviária | 11  | 7 | 3 | 2 | 2 | 10 | 6  | +4  | Classificado às Quartas de Finais |
| 5   | Real Noroeste          | 11  | 7 | 3 | 2 | 2 | 12 | 9  | +3  |                                   |
| 6   | Forte Rio Bananal      | 11  | 7 | 3 | 2 | 2 | 9  | 9  | 0   |                                   |
| 7   | Sport-ES               | 4   | 7 | 1 | 1 | 5 | 6  | 15 | –9  |                                   |
| 8   | Atlético Itapemirim    | 1   | 7 | 0 | 1 | 6 | 6  | 27 | –21 |                                   |

## Fase Final
|  | Quartas-de-final               | Quartas-de-final               | Quartas-de-final               | Quartas-de-final               |   |              | Semifinais          | Semifinais          | Semifinais          | Semifinais          |  |  | Final          | Final          | Final          | Final          |
|  | 30 de outubro a 07 de novembro | 30 de outubro a 07 de novembro | 30 de outubro a 07 de novembro | 30 de outubro a 07 de novembro |   |              | 13 a 21 de novembro | 13 a 21 de novembro | 13 a 21 de novembro | 13 a 21 de novembro |  |  | 28 de novembro | 28 de novembro | 28 de novembro | 28 de novembro |
|  |                                |                                |                                |                                |   |              |                     |                     |                     |                     |  |  |                |                |                |                |
|  | Nova Venécia                   | 1                              | 2                              | 3                              |   |              |                     |                     |                     |                     |  |  |                |                |                |                |
|  | Desportiva Ferroviária         | 1                              | 0                              | 1                              |   |              |                     |                     |                     |                     |  |  |                |                |                |                |
|  | Desportiva Ferroviária         | 1                              | 0                              | 1                              |   | Nova Venécia | 3                   | 0                   | 3                   |                     |  |  |                |                |                |                |
|  |                                |                                |                                |                                |   | Nova Venécia | 3                   | 0                   | 3                   |                     |  |  |                |                |                |                |
|  |                                | Serra                          | 1                              | 0                              | 1 |              |                     |                     |                     |                     |  |  |                |                |                |                |
|  | Serra                          | Serra                          | 1                              | 0                              | 1 | 1            | 2                   | 3                   |                     |                     |  |  |                |                |                |                |
|  | Serra                          |                                |                                |                                |   | 1            | 2                   | 3                   |                     |                     |  |  |                |                |                |                |
|  | Vilavelhense                   | 0                              | 0                              | 0                              |   |              |                     |                     |                     |                     |  |  |                |                |                |                |
|  |                                |                                |                                |                                |   |              |                     |                     |                     |                     |  |  | Nova Venécia   | 1 (6)          |                |                |
|  |                                |                                | Aster Brasil                   | 1 (5)                          |   |              |                     |                     |                     |                     |  |  |                |                |                |                |
|  | Capixaba                       | 2                              | 3                              | 5                              |   |              |                     |                     |                     |                     |  |  |                |                |                |                |
|  | Rio Branco VN                  | 1                              | 2                              | 3                              |   |              |                     |                     |                     |                     |  |  |                |                |                |                |
|  | Rio Branco VN                  | 1                              | 2                              | 3                              |   | Capixaba     | 0                   | 1                   | 1                   |                     |  |  |                |                |                |                |
|  |                                |                                |                                |                                |   | Capixaba     | 0                   | 1                   | 1                   |                     |  |  |                |                |                |                |
|  |                                | Aster Brasil                   | 2                              | 0                              | 2 |              |                     |                     |                     |                     |  |  |                |                |                |                |
|  | Rio Branco-ES                  | Aster Brasil                   | 2                              | 0                              | 2 | 0            | 0                   | 0                   |                     |                     |  |  |                |                |                |                |
|  | Rio Branco-ES                  |                                |                                |                                |   | 0            | 0                   | 0                   |                     |                     |  |  |                |                |                |                |
|  | Aster Brasil                   | 2                              | 1                              | 3                              |   |              |                     |                     |                     |                     |  |  |                |                |                |                |

## Premiação
| Copa Espírito Santo de 2021      |
| -------------------------------- |
| Nova Venécia Campeão (1° título) |